# Prosopocoilus torresensis
Prosopocoilus torresensis là một loài bọ cánh cứng trong họ Lucanidae. Loài này được Deyrolle mô tả khoa học năm 1870.